# Cancer jordani
Cancer jordani är en kräftdjursart som beskrevs av M. J. Rathbun 1900. Cancer jordani ingår i släktet Cancer och familjen Cancridae. Inga underarter finns listade i Catalogue of Life.